# Уэксфордский оперный фестиваль
Уэксфордский оперный фестиваль (англ. Wexford Festival Opera) — ежегодный оперный фестиваль, проходящий в Ирландии в городе Уэксфорд в октябре-ноябре.

## История и деятельность
У истоков оперного фестиваля находится визит в Ирландию в ноябре 1950 года сэра Комптона Маккензи, шотландского музыкального писателя и основателя журнала «Gramophone», который прочитал лекцию в Уэксфордском кружке любителей оперы. Он предложил руководителю группы Тому Уолшу поставить оперу в местном Королевском театре (впоследствии постоянное место проведения фестиваля до 2005 года), который, по его мнению, в высшей степени подходил для постановки определённых опер. В результате уэксфордские любители оперы за планировали провести «Фестиваль музыки и искусств» («Festival of Music and the Arts» — как первоначально называлось это мероприятие) с 21 октября по 4 ноября 1951 года. Самым ярким событием первого фестиваля стала постановка оперы «Розы Кастилии» ирландского композитора XIX века Майкла Балфа.
В течение первого десятилетия фестиваль представил аудитории такие раритеты, как Der Wildschütz Альберта Лорцинга, а также малоизвестные на то время произведения, в частности «Сомнамбула» Винченцо Беллини с Мэрилин Котлоу и Николой Монти. Фестиваль стал привлекать к себе внимание ведущих оперных талантов, как новых, так и признанных. В связи с реконструкцией Королевского театра, сезон 1960 года не состоялся; его повторное открытие состоялось в сентябре 1961 года оперой Джузеппе Верди «Эрнани». Альберт Розен в 1965 году начал долгое сотрудничество с труппой, дирижируя восемнадцатью уэксфордскими фестивалями.
В 1967 году продюсера звукозаписи EMI и основателя оркестра «Филармония» Уолтера Легге, попросили взять на себя руководство фестивалем, но в течение месяца после назначения он перенес тяжелый сердечный приступ и был вынужден уйти. Его сменил 26-летний бывший студент Тринити-колледжа Брайан Дики (Brian Dickie). С него началась эра первых опер опер на русском и чешском языках, а также акцент на французском репертуаре, в частности были представлены оперы «Лакме» Делиба (1970) и «Искатели жемчуга» Бизе (1971).
После того, как в 1974 году Дики уговорили вернуться на Глайндборнский оперный фестиваль, его преемником стал Томсон Смилли (Thomson Smillie), приехавший из Шотландской оперы. В период его руководства был поставлен ряд редких итальянских опер XVIII века, в их числе «Il maestro di cappella» Доменико Чимарозы.
В течение короткого периода с 1979 по 1981 год Уэксфордским оперным фестивалем руководил Адриан Слэк (Adrian Slack) сосредоточившийся, за некоторым исключением, на итальянских произведениях.
С 1982 по 1994 годы руководителем фестиваля была Элейн Падмор — оперный продюсер BBC и руководитель трансляций постановок для BBC Radio 3. За время её руководства в Уэксфорде выступали самые разные музыкальные исполнители и певцы со многими замечательными постановками. Выступал здесь и Сергей Лейферкус с Алессандрой Марк. Новой идеей, предложенной Падмор в 1982 году, были «Оперные сцены» («Operatic Scenes»), где представлялись отрывки из опер. Это привлекло молодую аудиторию и предоставило больше интересной работы хору — идея оказалась очень успешной. В ознаменование 40-летия фестиваля была поставлена «Роза Кастилии» Майкла Балфа.
В 1995 году Элейн Падмор сменил на посту художественного руководителя фестиваля Луиджи Феррари (Luigi Ferrari), позже ставший директором Оперного фестиваля Россини в Пезаро. Естественно, что он разработал свой собственный стиль, подчеркивая его итальянскими постановками. В этот период времени (по 2004 год) фестиваль транслировался на Raidió Teilifís Éireann и BBC Radio 3. В 2001 году пятидесятый фестиваль стал особым событием, ознаменованным введением при трансляции субтитров.
С 2005 по 2019 год художественным руководителем Уэксфордским оперным фестивалем был Дэвид Аглер (David Agler), американский дирижёр, ранее работавший музыкальным руководителем Оперы Ванкувера и постоянным дирижёром Оперы Сан-Франциско. Одним из его нововведений, ставших продолжением первоначальной идеи «Оперных сцен», была концепция «мини-оперы», представляющая наиболее популярные произведения в сокращенных версиях, которая была с успехом принята. В период работы Дэвида Аглера Королевский театр Уэксфорда был снесён, и на его месте построено здание Национальной оперы Ирландии (архитектор — Кейт Уильямс), торжественное открытие которой состоялось 5 сентября 2008 года с участием Премьер-министра Ирландии Брайана Коуэна. До этого момента Уэксфордский фестиваль проводился в помещении Dún Mhuire Hall (2006 год) и на территории замка Johnstown Castle (2007 год).
С 2020 года Уэксфордским оперным фестивалем руководит Розетта Кукки.

## Руководители фестиваля
- Том Уолш (1951—1966)
- Брайан Дики (1967—1973)
- Томсон Смилли (1974—1978)
- Адриан Слэк (1979—1981)
- Элейн Падмор (1982—1994)
- Луиджи Феррари (1995—2004)
- Дэвид Аглер (2005—2019)
- Розетта Кукки (с 2020)